# Wahlen zum Dáil Éireann 2007
- SF: 4
- GP: 6
- LAB: 20
- FF: 78
- PD: 2
- FG: 51
- Unabh.: 5

Die Wahlen zum Dáil Éireann 2007 fanden am 24. Mai 2007 statt. Bestimmt wurden die Mitglieder des 30. Dáil.

## Ergebnis 2007
Die Partei Fianna Fáil des Ministerpräsidenten Bertie Ahern dominierte die Wahlen. Nach dem vorläufigen Endergebnis wurde sie mit 41,6 Prozent der Stimmen (First Preference Votes) stärkste Kraft und hatte 78 der 166 Sitze im 30. Dáil inne. Ihr bisheriger Koalitionspartner, die Progressive Democrats, verloren allerdings sechs ihrer acht Sitze (die Progressive Democrats wurden am 8. November 2008 aufgelöst). Die bisherige Koalition verfügte damit nicht mehr über eine Mehrheit im Unterhaus. Seit Juni 2007 bildete Fianna Fáil zusammen mit der Green Party und (bis November 2008) den Progressive Democrats eine Koalitionsregierung.
Die Socialist Party schied aus dem Dáil aus.
| Partei                                          | Partei                                          | Vorsitzender                                    | Stimmen 1. Präferenz | Stimmen 1. Präferenz | Stimmen 1. Präferenz | Sitze | Sitze | Sitze   |
| Partei                                          | Partei                                          | Vorsitzender                                    | Zahl                 | Anteil               | +/-                  | Zahl  | +/-   | Anteil  |
| ----------------------------------------------- | ----------------------------------------------- | ----------------------------------------------- | -------------------- | -------------------- | -------------------- | ----- | ----- | ------- |
|                                                 | Fianna Fáil                                     | Bertie Ahern                                    | 858.565              | 41,6 %               | ▲ 0,1 %              | 78    | ▼ 3   | 47,0 %  |
|                                                 | Fine Gael                                       | Enda Kenny                                      | 564.428              | 27,3 %               | ▲ 4,8 %              | 51    | ▲ 20  | 30,9 %  |
|                                                 | Irish Labour Party                              | Pat Rabbitte                                    | 209.175              | 10,1 %               | ▼ 0,7 %              | 20    | ▬     | 12,1 %  |
|                                                 | Sinn Féin                                       | Gerry Adams                                     | 143.410              | 6,9 %                | ▲ 0,4 %              | 4     | ▼ 1   | 2,4 %   |
|                                                 | Green Party                                     | Trevor Sargent                                  | 96.936               | 4,7 %                | ▲ 0,9 %              | 6     | ▬     | 3,6 %   |
|                                                 | Progressive Democrats                           | Michael McDowell                                | 56.396               | 2,7 %                | ▼ 1,3 %              | 2     | ▼ 6   | 1,2 %   |
|                                                 | Socialist Party                                 | Joe Higgins                                     | 13.218               | 0,6 %                | ▼ 0,2 %              | 0     | ▼ 1   | 0,0 %   |
|                                                 | People Before Profit Alliance                   | kein                                            | 9.333                | 0,5 %                | Neu                  | 0     | Neu   | 0,0 %   |
|                                                 | Workers’ Party                                  | Seán Garland                                    | 3,026                | 0,2 %                | ▬                    | 0     | ▬     | 0,0 %   |
|                                                 | Christian Solidarity Party                      | Cathal Loftus                                   | 1.705                | 0,1 %                | ▼ 0,2 %              | 0     | ▬     | 0,0 %   |
|                                                 | Fathers Rights-Responsibility Party             | Liam Ó Gógáin                                   | 1.355                | 0,1 %                | Neu                  | 0     | Neu   | 0,0 %   |
|                                                 | Immigration Control Platform                    | Áine Ní Chonaill                                | 1.329                | 0,1 %                | Neu                  | 0     | Neu   | 0,0 %   |
|                                                 | Irish Socialist Network                         | Irish Socialist Network                         | 505                  | 0,0 %                | Neu                  | 0     | Neu   | 0,0 %   |
|                                                 | Unabhängige                                     | Unabhängige                                     | 106.429              | 5,2 %                | ▼ 3,8 %              | 5     | ▼ 8   | 3,0 %   |
| Gesamt                                          | Gesamt                                          | Gesamt                                          | 2.065.810            | 100,0 %              | ▬                    | 166   | ▬     | 100,0 % |
|                                                 |                                                 |                                                 |                      |                      |                      |       |       |         |
| Gültige Stimmen                                 | Gültige Stimmen                                 | Gültige Stimmen                                 | 2.065.810            | 99,1 %               |                      |       |       |         |
| Ungültige und leere Stimmzettel                 | Ungültige und leere Stimmzettel                 | Ungültige und leere Stimmzettel                 | 19.435               | 0,9 %                |                      |       |       |         |
| Abgegebene Stimmen                              | Abgegebene Stimmen                              | Abgegebene Stimmen                              | 2.085.245            | 100,0 %              |                      |       |       |         |
| Anzahl der Wahlberechtigten und Wahlbeteiligung | Anzahl der Wahlberechtigten und Wahlbeteiligung | Anzahl der Wahlberechtigten und Wahlbeteiligung | 3.110.914            | 67,0 %               |                      |       |       |         |